# Bozyazı
Bozyazı ist eine Stadtgemeinde (Belediye) im gleichnamigen Ilçe (Landkreis) der Provinz Mersin in der türkischen Mittelmeerregion und gleichzeitig ein Stadtbezirk der 1993 gebildeten Büyükşehir belediyesi Mersin (Großstadtgemeinde/Metropolprovinz). Seit der Gebietsreform ab 2013 ist die Gemeinde flächen- und einwohnermäßig identisch mit dem Landkreis.
Bozyazı liegt im Süden der Provinz und grenzt im Westen an Anamur, im Norden an die Provinz Karaman, im Osten an Gülnar und Aydıncık. Das Mittelmeer bildet im Süden eine natürliche Grenze, die Stadt selbst liegt direkt an diesem und an der Küstenautobahn Europastraße 90. Die Entfernung zum Zentrum der Provinzhauptstadt Mersin beträgt 210 Straßenkilometer, nach Anamur 14 km.
Die Dörfer Bozyazı, Beyreli und Gürlevik fusionierten im Juni 1966 zu einer Gemeinde. Durch das Gesetz 3392 wurden aus dem Kreis Anamur 15 Dörfer und diese namensgebende Gemeinde ausgegliedert. Sie bildeten September 1988 den neuen Kreis Bozyazı. Er bestand (bis) Ende 2012 neben der Kreisstadt aus den beiden Stadtgemeinden (Belediye) Tekeli und Tekmen sowie 14 Dörfern (Köy), die während der Verwaltungsreform 2013/2014 in Mahalle (Stadtviertel/Ortsteile) überführt wurden. Die zehn existierenden Mahalle der Kreisstadt blieben erhalten, während die fünf Mahalle der beiden o. g. Belediye vereint und zu je einem Mahalle reduziert wurden. Durch Herabstufung dieser Belediye und der Dörfer zu Mahalle stieg deren Anzahl auf 26. Ihnen steht ein Muhtar als oberster Beamter vor.
Ende 2020 lebten durchschnittlich 1.036 Menschen in jedem Mahalle, 5.788 Einw. im bevölkerungsreichsten (Merkez Mah.).